# Кровь из гробницы мумии
«Кровь из гробницы мумии» (англ. The Blood From Mummy`s Tomb, 1971) — фильм ужасов, снятый по роману Брэма Стокера «Алмаз семи звезд». В 2016 году Arrow Films выпустила отреставрированную версию фильма на Blu-ray, которая включает новый документальный фильм «Пэм Гриер: Годы AIP» и два аудиокомментария.

## Сюжет
Группа британских археологов ведёт в Египте раскопки гробницы принцессы Теры, о которой ходят легенды, и доставляют её тело в Лондон. С этих пор и начинаются странные вещи, которые приводят всех исследователей в ужас. Но скоро всё выясняется: принцесса Тера решила отмстить вандалам и вселилась в тело девушки Маргарет (Валери Леон). Она и мстила археологам.

## В ролях
- Эндрю Кейр — Джулиан Фукс
- Валери Леон — Маргарет Фукс / Королева Теры
- Джеймс Вильерс — Корбек
- Хью Бёрден — Джеффри Дендридж
- Джордж Кулурис — Бериган
- Марк Эдвардс — Тод Браунинг
- Розали Кратчли — Хелен Дикерсон
- Обри Моррис — доктор Патнэм
- Дэвид Маркхэм — доктор Берджесс
- Джоан Янг — миссис Капорал
- Джеймс Коссинс — пожилая медсестра
- Дэвид Джексон — молодой медбрат

## Критика
Уильям Томас из журнала Empire поставил 3 звезды из 5, отметив: «К сожалению, фильм не является успешной адаптацией, но остается зловещим и ужасным, что делает его одним из самых запоминающихся фильмов о Хаммере, даже без Кристофера Ли». Роджер Гринспан из The New York Times назвал фильм «невероятно веселым, искусным и удивительно энергичным». Журнал Variety назвал его «отточенным и хорошо сыгранным, но довольно ручным».